# (11400) Raša
(11400) Raša, désignation internationale (11400) Rasa, est un astéroïde de la ceinture principale.

## Description
(11400) Rasa est un astéroïde de la ceinture principale. Il fut découvert le 15 janvier 1999 à Visnjan par Korado Korlević. Il présente une orbite caractérisée par un demi-grand axe de 2,16 UA, une excentricité de 0,08 et une inclinaison de 0,2° par rapport à l'écliptique.

## Compléments